# Boškari
Boškari is een plaats in de gemeente Svetvinčenat in de Kroatische provincie Istrië. De plaats telt 45 inwoners (2001).